# 3. Gebirgs-Division
3. Gebirgs-Division var en tysk division med bergsinfanteri under andra världskriget. Divisionen sattes upp 1 april 1938 i Graz, tillhörande Wehrkreis XVIII. Divisionen bildades från 5. och 7. Division ur den österrikiska Bundesheer.

## Norge
Divisionens Gebirgs-Jäger-Regiment 139 transporterades med Kriegsschiffgruppe 1 till Narvik för att erövra den viktiga hamnen där.

## Organisation
Divisionens organisation 1939:
- Gebirgs-Jäger-Regiment 138
- Gebirgs-Jäger-Regiment 139
- Gebirgs-Artillerie-Regiment 112
- Aufklärungs-Abteilung 112
- Panzerabwehr-Abteilung 48
- Gebirgs-Pionier-Bataillon 83
- Divisionseinheiten 68

Divisionens organisation 1942:
- Gebirgs-Jäger-Regiment 138
- Gebirgs-Jäger-Regiment 144
- Gebirgs-Artillerie-Regiment 112
- Radfahr-Abteilung 95
- Panzerjäger-Abteilung 95
- Gebirgs-Pionier-Bataillon 83
- Divisionseinheiten 68

## Befälhavare
Divisionscheferna:
- Generaloberst Eduard Dietl 1 september 1939 - 14 juni 1940
- General der Gebirgstruppen Julius Ringel 14 juni 1940 - 23 oktober 1940
- General der Gebirgstruppen Hans Kreysin 23 oktober 1940 - 10 augusti 1943
- Generalleutnant Egbert Picker 10 augusti 1943 - 26 augusti 1943
- General der Infanterie Siegfried Rasp 26 augusti 1943 - 10 september 1943
- Generalleutnant Egbert Picker 10 september 1943 - 29 september 1943
- Generalleutnant August Wittmann 29 september 1943 - 3 juli 1944
- Generalleutnant Paul Klatt 3 juli 1944 - 8 maj 1945